# 남포초등학교 (경남)
남포초등학교는 대한민국 경상남도 통영시에 있는 공립 초등학교이다.

## 학교 연혁
- 1910 ~ 1945 오카야마 심상소학교(본교 전신)
- 1945년 10월 1일: 진남공립국민학교 분교장 설립인가
- 1948년 9월 1일: 개교

## 참고 자료
- 남포초등학교 - 한국교육학술정보원 학교알리미